# Olympische Winterspiele 1932/Teilnehmer (Ungarn)
| Gelbes Symbol für Goldmedaillen mit stilisierten Olympischen Ringen | Graues Symbol für Silbermedaillen mit stilisierten Olympischen Ringen | Braundes Symbol für Bronzemedaillen mit stilisierten Olympischen Ringen |
| ------------------------------------------------------------------- | --------------------------------------------------------------------- | ----------------------------------------------------------------------- |
| —                                                                   | —                                                                     | 1                                                                       |

Ungarn nahm an den III. Olympischen Winterspielen 1932 in Lake Placid mit einer Delegation von vier Athleten teil, zwei Männer und zwei Frauen. Sie traten in zwei Paaren am Eiskunstlauf teil. Emília Rotter und László Szollás gewannen die Bronzemedaille. Fahnenträger bei der Eröffnungsfeier war László Szollás.

## Teilnehmer nach Sportarten

### Eiskunstlauf
Paare
- Olga Orgonista & Sándor Szalay
4. Platz (72,2)

- Emília Rotter & László Szollás
Bronze  (76,4)